# Plagiochila semidecurrens
Plagiochila semidecurrens là một loài rêu tản trong họ Plagiochilaceae. Loài này được (Lehm. & Lindenb.) Lehm. & Lindenb. miêu tả khoa học lần đầu tiên năm 1843.